# Lueng Bata (plaats)
Lueng Bata is een bestuurslaag in het regentschap Banda Aceh van de provincie Atjeh, Indonesië. Lueng Bata telt 3474 inwoners (volkstelling 2010).